# Itaituba
Itaituba város Brazíliában, Pará államban. Lakosainak száma 123 314 fő (2022). Itaituba Novo Progresso, Aveiro, Altamira, Trairão, Rurópolis, Jacareacanga és Maués községekkel határos.

## Népesség
A település népességének változása:
| Lakosok száma | 97 493 | 98 485 | 101 395 | 101 541 | 123 314 |
|               | 2000   | 2016   | 2020    | 2021    | 2022    |